# Manuel José Leonardo Arce Leal
Manuel José Leonardo Arce Leal (Cidade da Guatemala, 1935 - 1985) foi um poeta e dramaturgo guatemalteco. É considerado um dos escritores mais relevantes da segunda metade do Século XX, em seu país. Foi agraciado com importantes prêmios centro-americanos e sua obra foi traduzida para vários idiomas.
Na década de 1980, teve que abandonar a Guatemala devido as constantes ameaças por parte do regime de Fernando Romeo Lucas García. Estando na França ocorreram os piores massacres em sua pátria, promovidos pelos governos de Lucas García e Efraín Ríos Montt. Em protesto, Arce Leal escreveu duros poemas contra Efraín Ríos Montt, que foram censurados.
Arce Leal faleceu de câncer do pulmão, durante seu exílio na França, em 22 de setembro de 1985.

## Obra

### Poesía
- En el nombre del Padre, 1955.
- De la posible aurora (Sonetos a mi esposa), 1957.
- Cantos en vida, 1960.
- Eternauta: cantos de un mar, 1962.
- Los episodios del vagón de carga (anti-pop-emas), 1971.
- Palabras alusivas al acto y otros poemas con el tema del amor, 1953-1978, 1978.
- Poemas póstumos, 1987.

### Narrativa
- Diario de un escribiente Tomo 1, 1979.
- Diario de un escribiente Tomo 2, 1987.
- De una ciudad y otros asuntos: crónica fidedigna, 1992.

### Teatro
- Delito condena y ejecución de una gallina y otras piezas de teatro grotesco, estréia em 1969.
- Diálogo del gordo y el flaco con una rocola.
- El gato que murió de histeria.
- Compermiso.
- Sebastián sale de compras.
- Torotumbo (adaptação de uma novela de Miguel Ángel Asturias).